# Vlag van Dominica

Vlag van Dominica (ratio 1:2)

De vlag van Dominica bestaat uit een groen veld, dat door een kruis in vier delen verdeeld wordt. Het verticale en horizontale armen van het kruis bestaan uit drie banen in de kleuren geel, zwart en wit. In het midden van het kruis staat een rode cirkel met daarin de Sisseroupapegaai of Keizeramazone (Amazona imperialis), omringd door tien groene (zwart omrande) sterren. De huidige vlag is in gebruik sinds 3 november 1990 en is de derde variant op een ontwerp dat sinds 1978 in gebruik is.
Deze vlag is een van de enige nationale vlaggen waarin de kleur paars voorkomt.

## Symboliek
Het centrale element van de vlag is de Sisseroupapegaai, de nationale vogel van Dominica. Deze vogel symboliseert hoge ambities. De tien groene sterren staan voor de tien deelgebieden van het land; de rode cirkel staat voor sociale gerechtigheid.
De gele, zwarte en witte banen van het kruis symboliseren de christelijke Drie-eenheid; het kruis zelf staat voor het geloof in God. De drie kleuren van het kruis hebben ook elk een eigen betekenis: geel staat voor zonneschijn, bananen en citrusvruchten, en de indianenvolken Cariben en Arowakken. Wit staat voor de zuiverheid van menselijke ambities en de helderheid van het water. Zwart staat voor de bodem van het land en de Afrikaanse herkomst van veel bewoners.
Het groene veld symboliseert het landschap van Dominica.

## Geschiedenis
Tot 1978 was de vlag van Dominica nog gebaseerd op het Britse blauwe vaandel. De eerste vlag van het onafhankelijke Dominica werd aangenomen op 3 november 1978. Deze vlag lijkt op de huidige, maar de papegaai kijkt naar de andere zijde en de volgorde van de banden verschilde (geel-wit-zwart van boven naar beneden). Bovendien hebben de groene sterren in die vlag geen zwarte rand. In 1981 werden deze banden in de huidige volgorde geplaatst en werden de sterren zwart omrand. In 1988 werd de papegaai enigszins aangepast en omgedraaid. In 1990 volgde een kleine aanpassing.
N.B. Het is onduidelijk of de sterren geel omrand waren, of dat dit op een drukfout berustte.

### Historische vlaggen van Dominica onder Brits bestuur

? 1955–1965
? 1965–1978

### Historische vlaggen van Dominica

? 1978-1981
? 1981-1988
? 1988-1990